# Перекрест пирамид
Перекрест пирамид (лат. decussatio pyramidum) — волокна нисходящего кортикоспинального (пирамидного) тракта, которые проходят от большого мозга к продолговатому и спинному мозгу, а также к кортико-бульбарному тракту. Спуская ниже они образуют боковой кортикоспинальный путь. Меньшая часть волокон остается на той же стороне, переходя в передние канатики спинного мозга в виде переднего кортикоспинального пути. 
По мере того, как волокна пирамид спускаются, наблюдается, что некоторое их количество, 2/3 или более, оставляют пирамиды в последовательной связке и перекрещиваются в передней срединной щели продолговатого мозга, образуя то, что называется «перекрест пирамид» или «двигательный перекрест».
Переправившись через срединную щель, они идут вниз в заднюю часть бокового канатика, образуя боковой кортикоспинальный тракт.
Место перекреста пирамид служит анатомической границей между продолговатым и  спинным мозгом.

## Галерея

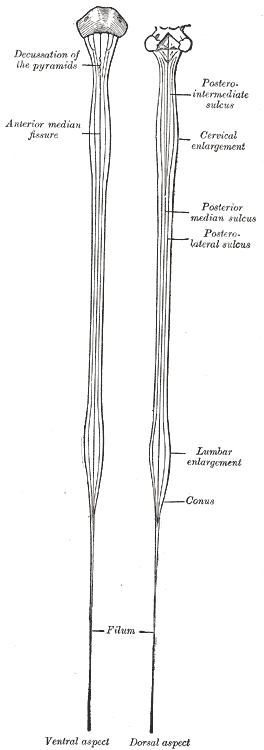
Схема спинного мозга
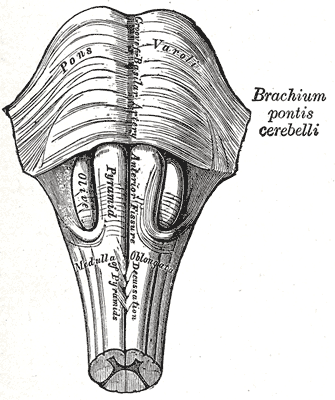
Продолговатый мозг и мост.Передняя поверхность
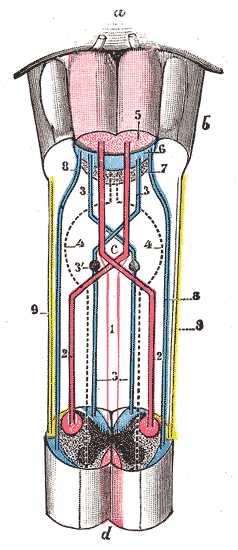
Перекрест пирамид. Схема движения нервных пучков от спинного к продолговатому мозгу
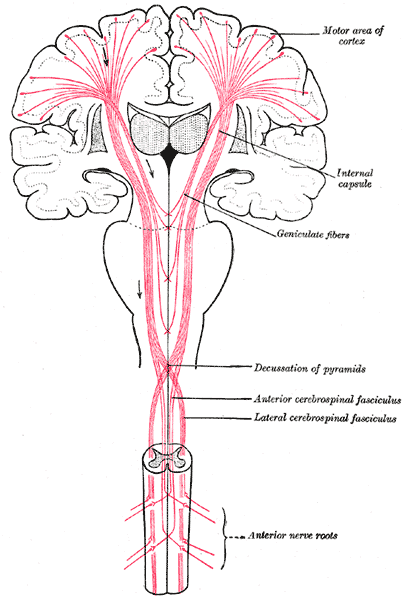
Корково-спинномозговой (пирамидный) путь (лат. tractus corticospinalis)
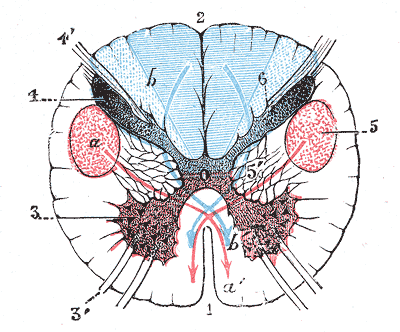
Поперечный разрез спинного мозга. Пирамидная система — красный цвет.
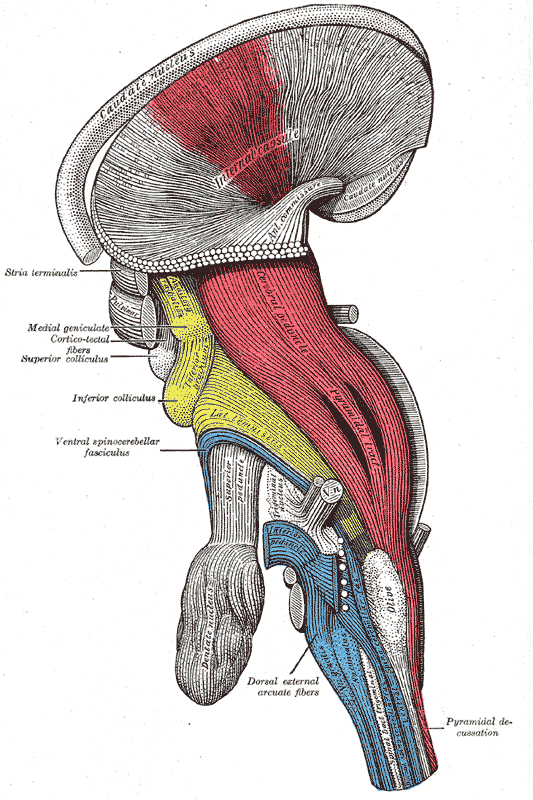
Пирамидная система — красный цвет.
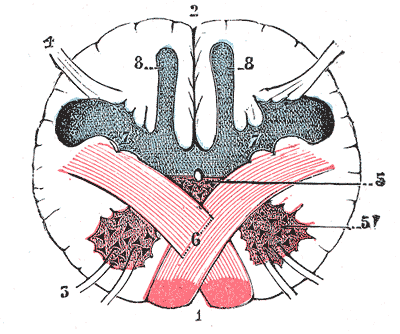
Раздел продолговатого мозга на уровне перекреста пирамид.
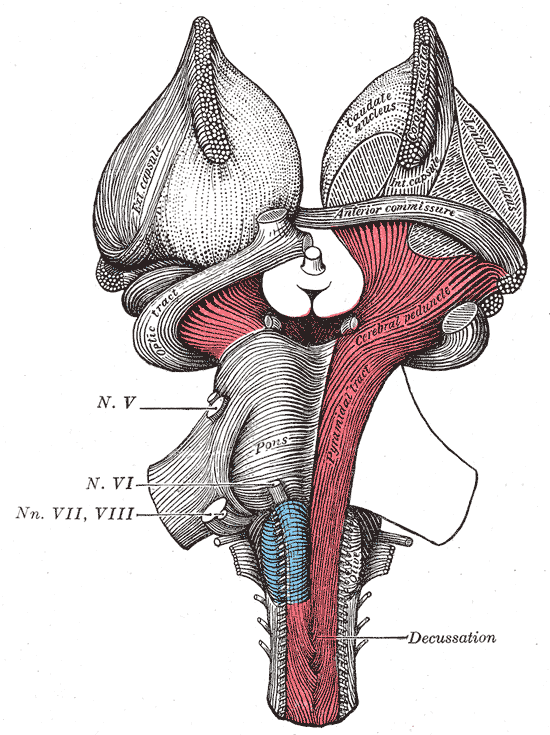
Поверхностное рассечение ствола мозга. Вентральный вид.
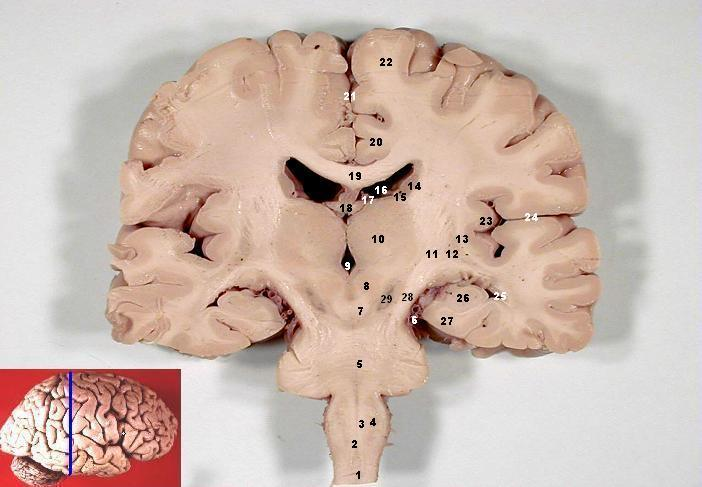
Мозг человека фронтальный (корональный) разрез